# Taxodium juniperoides
Taxodium juniperoides är en cypressväxt som först beskrevs av Carl von Linné, och fick sitt nu gällande namn av Ernst Gottlieb von Steudel. Arten ingår i släktet Taxodium och familjen cypressväxter. Inga underarter finns listade i Catalogue of Life.